# Élections législatives de 1981 dans les Hauts-de-Seine
Les élections législatives françaises de 1981 dans les Hauts-de-Seine se déroulent les 14 et 21 juin 1981.

## Élus
| Circonscription | Député sortant             | Parti | Parti     | Député élu ou réélu        | Parti | Parti    |
| --------------- | -------------------------- | ----- | --------- | -------------------------- | ----- | -------- |
| 1re             | Jacques Brunhes            |       | PCF       | Jacques Brunhes            |       | PCF      |
| 2e              | Georges Tranchant          |       | RPR       | Georges Tranchant          |       | RPR      |
| 3e              | Dominique Frelaut          |       | PCF       | Dominique Frelaut          |       | PCF      |
| 4e              | Parfait Jans               |       | PCF       | Parfait Jans               |       | PCF      |
| 5e              | Charles Deprez             |       | UDF (PR)  | Charles Deprez             |       | UDF (PR) |
| 6e              | Florence d'Harcourt        |       | CNIP      | Florence d'Harcourt        |       | CNIP     |
| 7e              | Jacqueline Fraysse-Cazalis |       | PCF       | Jacqueline Fraysse-Cazalis |       | PCF      |
| 8e              | Jacques Baumel             |       | RPR       | Jacques Baumel             |       | RPR      |
| 9e              | Claude Labbé               |       | RPR       | Claude Labbé               |       | RPR      |
| 10e             | Georges Gorse              |       | RPR       | Georges Gorse              |       | RPR      |
| 11e             | Guy Ducoloné               |       | PCF       | Guy Ducoloné               |       | PCF      |
| 12e             | Jean Fonteneau             |       | UDF (CDS) | Georges Le Baill           |       | PS       |
| 13e             | Henri Ginoux               |       | CNIP      | Philippe Bassinet          |       | PS       |

## Positionnement des partis
La majorité sortante UDF-RPR-CNIP se présente sous le sigle UNM (Union pour la nouvelle majorité), le PCF sous l'étiquette « Majorité d'union de la gauche » et le Parti socialiste unifié sous l'étiquette « Alternative 81 ». Quant aux écologistes proches de Brice Lalonde, ex-candidat à la présidentielle, ils se réunissent sous la bannière « Aujourd'hui l'écologie ».
Dans le département, l'UNM soutient 17 candidats (8 RPR, 7 UDF et 2 CNIP) tandis qu'à gauche, le Parti socialiste et le Parti communiste français sont présents dans l'ensemble des circonscriptions.

## Résultats

### Analyse
À l'issue du second tour, tous les députés sortants sont réélus, sauf dans les 12e et 13e circonscriptions, où les candidats du Parti socialiste battent respectivement Jean Fonteneau (UDF-CDS) et Henri Ginoux (CNIP), maire de Montrouge.
Si le PS obtient seulement deux élus – les candidats arrivés derrière le PCF au premier tour s'étant retirés –, le parti arrive en tête, devant le RPR et les communistes. Par rapport aux législatives de 1978, ces derniers sont en recul tandis que les socialistes progressent assez nettement. Ainsi, le rapport de forces gauche/droite s'inverse avec 7 sièges contre 6 pour l'ancienne majorité.
Les autres formations politiques enregistrent de faibles scores.

### Résultats à l'échelle du département
| Parti          | Parti                                           | Premier tour | Premier tour | Second tour | Second tour | Sièges |
| Parti          | Parti                                           | Voix         | %            | Voix        | %           | Sièges |
| -------------- | ----------------------------------------------- | ------------ | ------------ | ----------- | ----------- | ------ |
|                | Parti socialiste                                | 171 040      | 29,21        | 125 645     | 32,32       | 2      |
|                | Parti communiste français                       | 117 657      | 20,09        | 94 469      | 24,30       | 5      |
|                | Mouvement des radicaux de gauche                | 445          | 0,07         |             |             | 0      |
|                | Majorité présidentielle                         | 289 142      | 49,37        | 220 114     | 56,62       | 7      |
|                |                                                 |              |              |             |             |        |
|                | Rassemblement pour la République                | 126 354      | 21,58        | 81 923      | 21,07       | 4      |
|                | Union pour la démocratie française              | 81 970       | 14,00        | 55 595      | 14,30       | 1      |
|                | Centre national des indépendants et paysans     | 52 492       | 8,96         | 31 125      | 8,01        | 1      |
|                | Divers droite                                   | 3 330        | 0,57         |             |             | 0      |
|                | Mouvement des démocrates                        | 716          | 0,12         | 0           |             |        |
|                | Union pour la nouvelle majorité                 | 264 862      | 45,23        | 168 643     | 43,38       | 6      |
|                |                                                 |              |              |             |             |        |
|                | Divers écologiste (dont Aujourd'hui l'écologie) | 15 130       | 2,58         |             |             | 0      |
|                | Parti socialiste unifié                         | 8 190        | 1,40         | 0           |             |        |
|                | Extrême gauche (dont LO et LCR)                 | 4 440        | 0,76         | 0           |             |        |
|                | Union des démocrates et patriotes de progrès    | 1 626        | 0,28         | 0           |             |        |
|                | Extrême droite                                  | 1 572        | 0,27         | 0           |             |        |
|                | Divers gauche                                   | 646          | 0,11         | 0           |             |        |
|                |                                                 |              |              |             |             |        |
| Inscrits       | Inscrits                                        | 855 057      | 100,00       | 579 141     | 100,00      | 13     |
| Abstentions    | Abstentions                                     | 263 821      | 30,85        | 170 964     | 29,52       |        |
| Votants        | Votants                                         | 591 236      | 69,15        | 408 177     | 70,48       |        |
| Blancs et nuls | Blancs et nuls                                  | 5 628        | 0,95         | 19 420      | 4,76        |        |
| Exprimés       | Exprimés                                        | 585 608      | 99,05        | 388 757     | 95,24       |        |

### Résultats par circonscription

#### Première circonscription (Gennevilliers)
|                | Jacques Brunhes sortant réélu | PCF            | 11 334 | 50,23  |  |  |  |
|                | René Gerun                    | PS             | 5 406  | 23,96  |  |  |  |
|                | Gérard Ecorcheville           | RPR (UNM)      | 4 976  | 22,05  |  |  |  |
|                | Roland Fiquet                 | PSU            | 435    | 1,93   |  |  |  |
|                | Jean-Paul Macé                | LO             | 253    | 1,12   |  |  |  |
|                | Gérard Vidal                  | LCR            | 158    | 0,70   |  |  |  |
|                |                               |                |        |        |  |  |  |
| Inscrits       | Inscrits                      | Inscrits       | 34 428 | 100,00 |  |  |  |
| Abstentions    | Abstentions                   | Abstentions    | 11 566 | 33,59  |  |  |  |
| Votants        | Votants                       | Votants        | 22 862 | 66,41  |  |  |  |
| Blancs et nuls | Blancs et nuls                | Blancs et nuls | 300    | 1,31   |  |  |  |
| Exprimés       | Exprimés                      | Exprimés       | 22 562 | 98,69  |  |  |  |

#### Deuxième circonscription (Asnières-sur-Seine)
| Candidat       | Candidat                        | Parti          | Premier tour | Premier tour | Second tour | Second tour |  |
| Candidat       | Candidat                        | Parti          | Voix         | %            | Voix        | %           |  |
| -------------- | ------------------------------- | -------------- | ------------ | ------------ | ----------- | ----------- |  |
|                | Georges Tranchant sortant réélu | RPR (UNM)      | 10 288       | 35,07        | 15 762      | 50,52       |  |
|                | Camille Sandrin                 | PS             | 9 546        | 32,54        | 15 440      | 49,48       |  |
|                | Miléna Nokovitch                | UDF (PR)       | 4 306        | 14,68        |             |             |  |
|                | Claude Denis                    | PCF            | 3 489        | 11,89        |             |             |  |
|                | Jean-Joseph Hallé               | Divers droite  | 531          | 1,81         |             |             |  |
|                | Francois Souty                  | PSU            | 459          | 1,56         |             |             |  |
|                | Bruno Battistini                | MRG            | 445          | 1,52         |             |             |  |
|                | Désiré Nogrette                 | LO             | 271          | 0,92         |             |             |  |
|                |                                 |                |              |              |             |             |  |
| Inscrits       | Inscrits                        | Inscrits       | 44 111       | 100,00       | 44 111      | 100,00      |  |
| Abstentions    | Abstentions                     | Abstentions    | 14 475       | 32,81        | 12 502      | 28,34       |  |
| Votants        | Votants                         | Votants        | 29 636       | 67,19        | 31 609      | 71,66       |  |
| Blancs et nuls | Blancs et nuls                  | Blancs et nuls | 301          | 1,02         | 407         | 1,29        |  |
| Exprimés       | Exprimés                        | Exprimés       | 29 335       | 98,98        | 31 202      | 98,71       |  |

#### Troisième circonscription (Colombes)
| Candidat       | Candidat                        | Parti          | Premier tour | Premier tour | Second tour | Second tour |  |
| Candidat       | Candidat                        | Parti          | Voix         | %            | Voix        | %           |  |
| -------------- | ------------------------------- | -------------- | ------------ | ------------ | ----------- | ----------- |  |
|                | Dominique Frelaut sortant réélu | PCF            | 14 474       | 31,94        | 25 267      | 54,04       |  |
|                | Alain Aubert                    | RPR (UNM)      | 14 323       | 31,61        | 21 492      | 45,96       |  |
|                | Anne Trégouet                   | PS             | 10 530       | 23,24        | Retrait     | Retrait     |  |
|                | François Cavaignac              | UDF (PR)       | 3 908        | 8,62         |             |             |  |
|                | Françoise Niel                  | MÉP            | 1 663        | 3,67         |             |             |  |
|                | Anne-Marie Schwartz             | LO             | 351          | 0,77         |             |             |  |
|                | J.-M. Pétrau                    | Divers droite  | 58           | 0,13         |             |             |  |
|                |                                 |                |              |              |             |             |  |
| Inscrits       | Inscrits                        | Inscrits       | 65 409       | 100,00       | 65 409      | 100,00      |  |
| Abstentions    | Abstentions                     | Abstentions    | 19 738       | 30,18        | 17 154      | 26,23       |  |
| Votants        | Votants                         | Votants        | 45 671       | 69,82        | 48 255      | 73,77       |  |
| Blancs et nuls | Blancs et nuls                  | Blancs et nuls | 364          | 0,8          | 1 496       | 3,1         |  |
| Exprimés       | Exprimés                        | Exprimés       | 45 307       | 99,2         | 46 759      | 96,9        |  |

#### Quatrième circonscription (Levallois-Perret)
| Candidat         | Candidat                   | Parti             | Premier tour | Premier tour | Second tour | Second tour |  |
| Candidat         | Candidat                   | Parti             | Voix         | %            | Voix        | %           |  |
| ---------------- | -------------------------- | ----------------- | ------------ | ------------ | ----------- | ----------- |  |
|                  | Patrick Balkany            | RPR (UNM)         | 10 417       | 28,42        | 17 160      | 45,94       |  |
|                  | Parfait Jans sortant réélu | PCF               | 10 148       | 27,68        | 20 196      | 54,06       |  |
|                  | Henri Le Gall              | PS                | 9 873        | 26,93        | Retrait     | Retrait     |  |
|                  | Jean-Paul Benoit           | UDF (Rad)         | 4 598        | 12,54        |             |             |  |
|                  | Monique Deneux             | Divers écologiste | 1 004        | 2,74         |             |             |  |
|                  | Dominique Plihon           | PSU               | 356          | 0,97         |             |             |  |
|                  | Patrick Rampioni           | LO                | 263          | 0,72         |             |             |  |
|                  |                            |                   |              |              |             |             |  |
| Inscrits         | Inscrits                   | Inscrits          | 53 891       | 100,00       | 53 891      | 100,00      |  |
| Abstentions      | Abstentions                | Abstentions       | 16 902       | 31,36        | 15 273      | 28,34       |  |
| Votants          | Votants                    | Votants           | 36 989       | 68,64        | 38 618      | 71,66       |  |
| Blancs et nuls   | Blancs et nuls             | Blancs et nuls    | 330          | 0,89         | 1 262       | 3,27        |  |
| Exprimés         | Exprimés                   | Exprimés          | 36 659       | 99,11        | 37 356      | 96,73       |  |
| Source : CEVIPOF |                            |                   |              |              |             |             |  |

#### Cinquième circonscription (Courbevoie)
|                | Charles Deprez sortant réélu | UDF (PR) (UNM)    | 17 935 | 51,96  |  |  |  |
|                | Lucette Sirkis               | PS                | 10 052 | 29,12  |  |  |  |
|                | Roger Guérin                 | PCF               | 4 532  | 13,13  |  |  |  |
|                | Niliane Tilleul              | Divers écologiste | 1 518  | 4,40   |  |  |  |
|                | Gérard Fretellière           | PSU               | 476    | 1,38   |  |  |  |
|                |                              |                   |        |        |  |  |  |
| Inscrits       | Inscrits                     | Inscrits          | 49 220 | 100,00 |  |  |  |
| Abstentions    | Abstentions                  | Abstentions       | 14 406 | 29,27  |  |  |  |
| Votants        | Votants                      | Votants           | 34 814 | 70,73  |  |  |  |
| Blancs et nuls | Blancs et nuls               | Blancs et nuls    | 301    | 0,86   |  |  |  |
| Exprimés       | Exprimés                     | Exprimés          | 34 513 | 99,14  |  |  |  |

#### Sixième circonscription (Neuilly-sur-Seine)
|                  | Florence d'Harcourt sortante réélue | CNIP (UDF, UNM)   | 27 286 | 66,31  |  |  |  |
|                  | Gérard Brisset                      | PS                | 9 072  | 22,04  |  |  |  |
|                  | Annie Mandois                       | PCF               | 2 267  | 5,51   |  |  |  |
|                  | François Lopez                      | Divers écologiste | 1 242  | 3,02   |  |  |  |
|                  | Gilles Néret-Minet (d)              | FN                | 888    | 2,16   |  |  |  |
|                  | Constant Portigliatti               | PSU               | 396    | 0,96   |  |  |  |
|                  |                                     |                   |        |        |  |  |  |
| Inscrits         | Inscrits                            | Inscrits          | 60 298 | 100,00 |  |  |  |
| Abstentions      | Abstentions                         | Abstentions       | 18 781 | 31,15  |  |  |  |
| Votants          | Votants                             | Votants           | 41 517 | 68,85  |  |  |  |
| Blancs et nuls   | Blancs et nuls                      | Blancs et nuls    | 366    | 0,88   |  |  |  |
| Exprimés         | Exprimés                            | Exprimés          | 41 151 | 99,12  |  |  |  |
| Source : CEVIPOF |                                     |                   |        |        |  |  |  |

#### Septième circonscription (Nanterre)
| Candidat       | Candidat                                   | Parti                | Premier tour | Premier tour | Second tour | Second tour |  |
| Candidat       | Candidat                                   | Parti                | Voix         | %            | Voix        | %           |  |
| -------------- | ------------------------------------------ | -------------------- | ------------ | ------------ | ----------- | ----------- |  |
|                | Jacqueline Fraysse-Cazalis sortante réélue | PCF                  | 15 009       | 34,46        | 25 040      | 100,00      |  |
|                | Georges Le Gallo                           | PS                   | 14 081       | 32,33        | Retrait     | Retrait     |  |
|                | Richard Collin                             | RPR (UNM)            | 7 722        | 17,73        |             |             |  |
|                | Florent Montillot                          | UDF (AD)             | 5 344        | 12,27        |             |             |  |
|                | Gilles Requilé                             | PSU                  | 778          | 1,78         |             |             |  |
|                | Alain Marquet                              | LO                   | 396          | 0,91         |             |             |  |
|                | Maurice Cherdo                             | Extrême gauche (OCF) | 225          | 0,51         |             |             |  |
|                |                                            |                      |              |              |             |             |  |
| Inscrits       | Inscrits                                   | Inscrits             | 65 719       | 100,00       | 65 717      | 100,00      |  |
| Abstentions    | Abstentions                                | Abstentions          | 21 544       | 32,78        | 29 589      | 45,02       |  |
| Votants        | Votants                                    | Votants              | 44 175       | 67,22        | 36 128      | 54,98       |  |
| Blancs et nuls | Blancs et nuls                             | Blancs et nuls       | 620          | 1,4          | 11 088      | 30,69       |  |
| Exprimés       | Exprimés                                   | Exprimés             | 43 555       | 98,6         | 25 040      | 69,31       |  |

#### Huitième circonscription (Rueil-Malmaison)
|                  | Jacques Baumel sortant réélu | RPR (UNM)      | 28 052 | 56,56  |  |  |  |
|                  | Gérard Tolla                 | PS             | 15 161 | 30,57  |  |  |  |
|                  | Michel Duffour               | PCF            | 4 589  | 9,25   |  |  |  |
|                  | Pierre Richard               | PSU            | 781    | 1,57   |  |  |  |
|                  | Nicole Maréchal              | FN             | 684    | 1,38   |  |  |  |
|                  | Michel Lautrou               | LO             | 329    | 0,66   |  |  |  |
|                  |                              |                |        |        |  |  |  |
| Inscrits         | Inscrits                     | Inscrits       | 68 776 | 100,00 |  |  |  |
| Abstentions      | Abstentions                  | Abstentions    | 18 634 | 27,09  |  |  |  |
| Votants          | Votants                      | Votants        | 50 142 | 72,91  |  |  |  |
| Blancs et nuls   | Blancs et nuls               | Blancs et nuls | 546    | 1,09   |  |  |  |
| Exprimés         | Exprimés                     | Exprimés       | 49 596 | 98,91  |  |  |  |
| Source : CEVIPOF |                              |                |        |        |  |  |  |

#### Neuvième circonscription (Meudon)
| Candidat       | Candidat                   | Parti          | Premier tour | Premier tour | Second tour | Second tour |  |
| Candidat       | Candidat                   | Parti          | Voix         | %            | Voix        | %           |  |
| -------------- | -------------------------- | -------------- | ------------ | ------------ | ----------- | ----------- |  |
|                | Claude Labbé sortant réélu | RPR (UNM)      | 24 863       | 49,15        | 27 509      | 51,35       |  |
|                | Henri Neuville             | PS             | 17 008       | 33,62        | 26 060      | 48,65       |  |
|                | Roger Vuillemenot          | PCF            | 4 783        | 9,45         |             |             |  |
|                | Vincent Richet             | MÉP            | 2 145        | 4,24         |             |             |  |
|                | Jean-François Laval        | PSU            | 727          | 1,44         |             |             |  |
|                | Édouard Valensi            | MDD            | 716          | 1,41         |             |             |  |
|                | André Lancteau             | LO             | 344          | 0,68         |             |             |  |
|                |                            |                |              |              |             |             |  |
| Inscrits       | Inscrits                   | Inscrits       | 72 536       | 100,00       | 72 536      | 100,00      |  |
| Abstentions    | Abstentions                | Abstentions    | 21 411       | 29,52        | 18 221      | 25,12       |  |
| Votants        | Votants                    | Votants        | 51 125       | 70,48        | 54 315      | 74,88       |  |
| Blancs et nuls | Blancs et nuls             | Blancs et nuls | 539          | 1,05         | 746         | 1,37        |  |
| Exprimés       | Exprimés                   | Exprimés       | 50 586       | 98,95        | 53 569      | 98,63       |  |

#### Dixième circonscription (Boulogne-Billancourt)
|                | Georges Gorse sortant réélu | RPR (UNM)      | 25 713 | 60,47  |  |  |  |
|                | Jacques Bahry               | PS             | 12 154 | 28,58  |  |  |  |
|                | Aimé Halbeher               | PCF            | 3 416  | 8,03   |  |  |  |
|                | Jacques Magagnosc           | PSU            | 618    | 1,45   |  |  |  |
|                | Alix Gobry                  | Divers droite  | 312    | 0,73   |  |  |  |
|                | Jean-Claude Hamon           | LO             | 309    | 0,73   |  |  |  |
|                |                             |                |        |        |  |  |  |
| Inscrits       | Inscrits                    | Inscrits       | 63 178 | 100,00 |  |  |  |
| Abstentions    | Abstentions                 | Abstentions    | 20 263 | 32,07  |  |  |  |
| Votants        | Votants                     | Votants        | 42 915 | 67,93  |  |  |  |
| Blancs et nuls | Blancs et nuls              | Blancs et nuls | 393    | 0,92   |  |  |  |
| Exprimés       | Exprimés                    | Exprimés       | 42 522 | 99,08  |  |  |  |

#### Onzième circonscription (Issy-les-Moulineaux)
| Candidat       | Candidat                   | Parti          | Premier tour | Premier tour | Second tour | Second tour |  |
| Candidat       | Candidat                   | Parti          | Voix         | %            | Voix        | %           |  |
| -------------- | -------------------------- | -------------- | ------------ | ------------ | ----------- | ----------- |  |
|                | André Santini              | UDF (MDS)      | 15 323       | 35,07        | 20 005      | 45,50       |  |
|                | Guy Ducoloné sortant réélu | PCF            | 12 695       | 29,06        | 23 966      | 54,50       |  |
|                | Michel Margnes             | PS             | 12 299       | 28,15        | Retrait     | Retrait     |  |
|                | Guillain Genest            | MÉP            | 1 527        | 3,49         |             |             |  |
|                | René-Paul Delpeuch         | Divers (GO)    | 785          | 1,79         |             |             |  |
|                | Bruno Goussault            | PSU            | 537          | 1,23         |             |             |  |
|                | Paul Palacio               | LO             | 204          | 0,46         |             |             |  |
|                | Emmanuelle Dupuy           | LCR            | 190          | 0,43         |             |             |  |
|                | Didier Bierjon             | Extrême gauche | 127          | 0,29         |             |             |  |
|                |                            |                |              |              |             |             |  |
| Inscrits       | Inscrits                   | Inscrits       | 64 576       | 100,00       | 64 569      | 100,00      |  |
| Abstentions    | Abstentions                | Abstentions    | 20 507       | 31,76        | 18 732      | 29,01       |  |
| Votants        | Votants                    | Votants        | 44 069       | 68,24        | 45 837      | 70,99       |  |
| Blancs et nuls | Blancs et nuls             | Blancs et nuls | 382          | 0,87         | 1 866       | 4,07        |  |
| Exprimés       | Exprimés                   | Exprimés       | 43 687       | 99,13        | 43 971      | 95,93       |  |

#### Douzième circonscription (Clamart)
| Candidat       | Candidat               | Parti           | Premier tour | Premier tour | Second tour | Second tour |  |
| Candidat       | Candidat               | Parti           | Voix         | %            | Voix        | %           |  |
| -------------- | ---------------------- | --------------- | ------------ | ------------ | ----------- | ----------- |  |
|                | Jean Fonteneau sortant | UDF (CDS) (UNM) | 30 556       | 39,04        | 35 590      | 43,95       |  |
|                | Georges Le Baill élu   | PS              | 26 264       | 33,56        | 45 381      | 56,05       |  |
|                | Robert Gelly           | PCF             | 14 929       | 19,07        | Retrait     | Retrait     |  |
|                | Louis Pouey-Mounou     | MÉP             | 3 541        | 4,52         |             |             |  |
|                | Denis Chamonin         | PSU             | 1 137        | 1,45         |             |             |  |
|                | Rolland Masson         | Divers droite   | 706          | 0,90         |             |             |  |
|                | Chantal Cousin         | UGP             | 586          | 0,75         |             |             |  |
|                | Françoise Brunet       | LO              | 541          | 0,69         |             |             |  |
|                |                        |                 |              |              |             |             |  |
| Inscrits       | Inscrits               | Inscrits        | 112 288      | 100,00       | 11 227      | 100,00      |  |
| Abstentions    | Abstentions            | Abstentions     | 33 409       | 29,75        | −70 981     | −632,23     |  |
| Votants        | Votants                | Votants         | 78 879       | 70,25        | 82 208      | 732,23      |  |
| Blancs et nuls | Blancs et nuls         | Blancs et nuls  | 619          | 0,78         | 1 237       | 1,5         |  |
| Exprimés       | Exprimés               | Exprimés        | 78 260       | 99,22        | 80 971      | 98,5        |  |

#### Treizième circonscription (Antony)
| Candidat       | Candidat              | Parti          | Premier tour | Premier tour | Second tour | Second tour |  |
| Candidat       | Candidat              | Parti          | Voix         | %            | Voix        | %           |  |
| -------------- | --------------------- | -------------- | ------------ | ------------ | ----------- | ----------- |  |
|                | Henri Ginoux sortant  | CNIP (UNM)     | 25 206       | 37,13        | 31 125      | 44,53       |  |
|                | Philippe Bassinet élu | PS             | 19 594       | 28,87        | 38 764      | 55,46       |  |
|                | Henri Ravera          | PCF            | 15 992       | 23,56        | Retrait     | Retrait     |  |
|                | Pierre Samuel         | MÉP            | 2 490        | 3,67         |             |             |  |
|                | Alban Jacquin         | PSU            | 1 490        | 2,19         |             |             |  |
|                | Jacques Jollet        | Divers droite  | 1 369        | 2,02         |             |             |  |
|                | Michel Clerget        | Divers gauche  | 646          | 0,95         |             |             |  |
|                | Jean-Pierre Scaglia   | LO             | 479          | 0,70         |             |             |  |
|                | Pierre Gallien        | Divers droite  | 354          | 0,52         |             |             |  |
|                | Pierrina Costa        | Divers (GO)    | 255          | 0,37         |             |             |  |
|                |                       |                |              |              |             |             |  |
| Inscrits       | Inscrits              | Inscrits       | 100 627      | 100,00       | 100 621     | 100,00      |  |
| Abstentions    | Abstentions           | Abstentions    | 32 185       | 31,98        | 29 414      | 29,23       |  |
| Votants        | Votants               | Votants        | 68 442       | 68,02        | 71 207      | 70,77       |  |
| Blancs et nuls | Blancs et nuls        | Blancs et nuls | 567          | 0,83         | 1 318       | 1,85        |  |
| Exprimés       | Exprimés              | Exprimés       | 67 875       | 99,17        | 69 889      | 98,15       |  |